# Guzmania rhonhofiana
Guzmania rhonhofiana är en gräsväxtart som beskrevs av Hermann August Theodor Harms. Guzmania rhonhofiana ingår i släktet Guzmania och familjen Bromeliaceae. Inga underarter finns listade i Catalogue of Life.